# Inter Island Airways
Inter Island Airways, также известная как Inter Island Air — бывшая американская авиакомпания, осуществлявшая авиарейсы между Американским Самоа и Самоа.
Её штаб-квартира располагалась в Паго-Паго, а главным аэропортом — международный аэропорт Паго-Паго.

## История

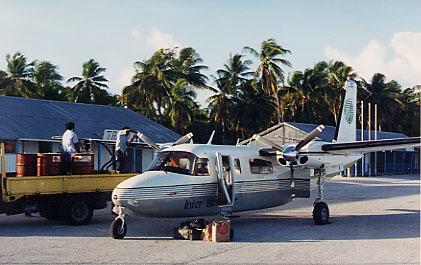
Заправка самолёта авиакомпании на острове Рождества (Кирибати) в 1995 году

Inter Island Airways была основана в августе 1993 года как компания по перевозкам на воздушных такси.
В сентябре 1995 года компания получила сертификат эксплуатанта воздушных средств, и начала осуществлять внутренние пассажирские и грузовые рейсы между аэропортами Паго-Паго и Тау. Авиалиния стала осуществлять пассажирские рейсы по требованию при помощи двух 9-местных самолётов Aero Commander.
В конце 1997 года компания прекратила свою деятельность, дабы сконцентрироваться на расширении своих возможностей, и приобретении современных самолётов. В апреле 1998 года компания приобрела 19-местный самолёт Dornier 228—212.
Компания снова начала работу в 2003 году, и снова получив в декабре 2004 года сертификат эксплуатанта, в январе 2005 года начала расширяться — в июне того же года она начала осуществлять первые перевозки за пределами Американского Самоа, осуществляя рейсы из Паго-Паго в Апиа, столицу Самоа. В июле 2007 года компания получила разрешение на перевозку воздушным транспортом, однако в январе 2009 года её разрешение на полёты в Самоа истекло.
В феврале 2005 года компания приобрела 9-местный Britten-Norman Islander BN2B-26; в декабре того же года её был приобретен 19-местный Dornier 228—212, а в ноябре 2009 года — 30-местный Dornier 328.
В ноябре 2013 года в связи с поломкой одного самолёта компания прекратила полёты на острова Мануа, и на август 2014 года больше не работала. В связи с трёхлетним отсутствием работы в мае 2017 года Министерством транспорта США у неё были отозваны разрешения.

## Маршрутная сеть
Компания выполняла рейсы в следующие аэропорты:
| Страны             | Аэропорты      |
| ------------------ | -------------- |
| Американское Самоа | Паго-Паго, Тау |
| Самоа              | Апиа           |

## Флот
Флот компании состоял из четырёх самолётов:
| Тип самолёта                 | Количество |
| ---------------------------- | ---------- |
| Dornier 228—212              | 2          |
| Dornier 328—110              | 1          |
| Britten-Norman BN-2 Islander | 1          |